# 다카노다이역
다카노다이역(일본어: 鷹の台駅)은 일본 도쿄도 고다이라시에 있는 철도역이다.

## 타는 곳
| ↑ 고이가쿠보 |
| 2 \| 1       |
| 오가와 ↓     |

- 보통은 1번 승강장만 사용된다.

| 1 | ■ 고쿠분지 선 | 히가시무라야마・도코로자와･혼카와고에 방면 고쿠분지 방면                                                |
| 2 | ■ 고쿠분지 선 | 고쿠분지 방면 (첫차부터 8시대에 운행하는 열차까지, 그리고 21시대에 운행하는 열차부터 막차까지만 사용됨) |

## 역세권 정보
- 조선대학교
- 다마가와 상수로
- 쓰다주쿠 대학
- 무사시노 미술대학
- 히토츠바시대학 국제캠퍼스
- 고다이라 중앙공원

## 역사
- 1948년 10월 21일: 영업 개시

## 인접역
| 세이부 철도■ 고쿠분지 선 | 세이부 철도■ 고쿠분지 선 | 세이부 철도■ 고쿠분지 선   |
| ------------------------ | ------------------------ | -------------------------- |
| 고이가쿠보 고쿠분지 방면 | ■보통                    | 오가와 히가시무라야마 방면 |